# Wiktor Kamieński
Wiktor Kamieński herbu Ślepowron (ur. 7 października 1893 w Chlebowicach Wielkich, zm. 5 listopada 1918 we Lwowie) – polski prawnik z tytułem doktora, podporucznik Wojska Polskiego.

## Życiorys
Urodził się 7 października 1893. Uczył się w Zakładzie Naukowo-Wychowawczym OO. Jezuitów w Bąkowicach pod Chyrowem, gdzie w 1911 ukończył VIII klasę i zdał egzamin dojrzałości. Ukończył studia prawnicze uzyskując tytuł doktora. Po wybuchu I wojny światowej wstąpił do Legionu Wschodniego. Po jego rozwiązaniu został wcielony do c. i k. armii. W jej szeregach służył w całym okresie wojennym pomimo złego stanu zdrowia. Za swoje czyny był kilkakrotnie odznaczany medalami austriackimi. U kresu wojny został przydzielony do austriackiej adiutantury miasta Lwowa. Jego oddziałem macierzystym był Pułk Piechoty Nr 55. Na stopień podporucznika został mianowany ze starszeństwem z 1 grudnia 1917 w korpusie oficerów rezerwy piechoty.
1 listopada 1918 został rozbrojony przez Ukraińców. Następnie przyłączył się do strony polskiej w obronie Lwowa podczas wojny polsko-ukraińskiej. Walczył w stopniu podporucznika w załodze Odcinka I Dom Techników-Seminarium, gdzie został ranny w nogę, jednak mimo tego nadal brał udział w walkach na odcinku Szkoły Kadeckiej. W trakcie obrony posterunku na Wulce został ciężko ranny w prawą nogę. Pomimo przeprowadzonej operacji zmarł w wyniku upływu krwi.
Został pochowany na Cmentarzu Obrońców Lwowa (kwatera II, miejsce 79).
Uchwałą Rady Miasta Lwowa z listopada 1938 jednej z ulic we Lwowie nadano imię Wiktora Ślepowron-Kamieńskiego.

## Ordery i odznaczenia
- Krzyż Srebrny Orderu Virtuti Militari – pośmiertnie (dekoracja dokonana 17 kwietnia 1921 we Lwowie przez gen. broni Tadeusza Rozwadowskiego)[9]
- Krzyż Niepodległości – pośmiertnie 4 listopada 1933 za pracę w dziele odzyskania niepodległości[10]
- Signum Laudis Brązowy Medal Zasługi Wojskowej z mieczami na wstążce Krzyża Zasługi Wojskowej[4]